# 日本国際文化学会
日本国際文化学会（にほんこくさいぶんかがっかい、英語名 The Japan Society for Intercultural Studies）は、国際文化学の振興と普及促進を目的とする学会。
事務局を神奈川県藤沢市円行802多摩大学グローバルスタディーズ学部日本国際文化学会事務局に置いている。

## 事業
- 全国大会・講演会・分科会などの開催、学会誌・ニューズレター・出版物の刊行[1]

## 学会誌
- 『インターカルチュラル』

## 関連学会
- 日本文化人類学会
- 日本国際政治学会
- 比較文明学会
- 異文化間教育学会
- 説話・伝承学会
- 英米文化学会